# 鯤鵬徑
鯤鵬徑，是中華人民共和國廣東省深圳市的遠足徑之一，全長約200公里，屬於420公里規劃的山海連城計劃的遠足徑主線、三徑三線的遠足徑路網之一（其餘兩條分別是鳳凰徑和翠微徑），亦是最長的一條遠足徑，一共分為二十段，西起鳳凰山飞云顶，途经羊台山、塘朗山、梅林山、银湖山，连接深圳水库及梧桐山、马峦山，东至七娘山大雁顶。串联十余座主要山峰、十七个自然郊野公园、八个大型湖库、十个历史人文地、三十余个城市观景点、九大城市重点发展片区。鯤鵬徑於2024年獲得中國登山協會評選為2024十大登山户外运动目的地之一。